# Peter Sarstedt
Peter Sarstedt est un auteur-compositeur-interprète britannique, né le 10 décembre 1941 à Delhi (Inde) et mort le 8 janvier 2017 dans le Sussex (Royaume-Uni).
Il est principalement connu pour son titre Where Do You Go To (My Lovely)?.

## Biographie
Peter Sarstedt naît le 10 décembre 1941 à Delhi, en Inde. Il est le frère d'Eden Kane et Clive Sarstedt (en), eux aussi musiciens.
Il donne son dernier concert en 2010 puis publie son quatorzième et dernier album en 2013.
Il meurt le 8 janvier 2017 après une bataille de six années contre une maladie rare, la paralysie supranucléaire progressive,.